# Wiktor Anatoljewitsch Matwejew

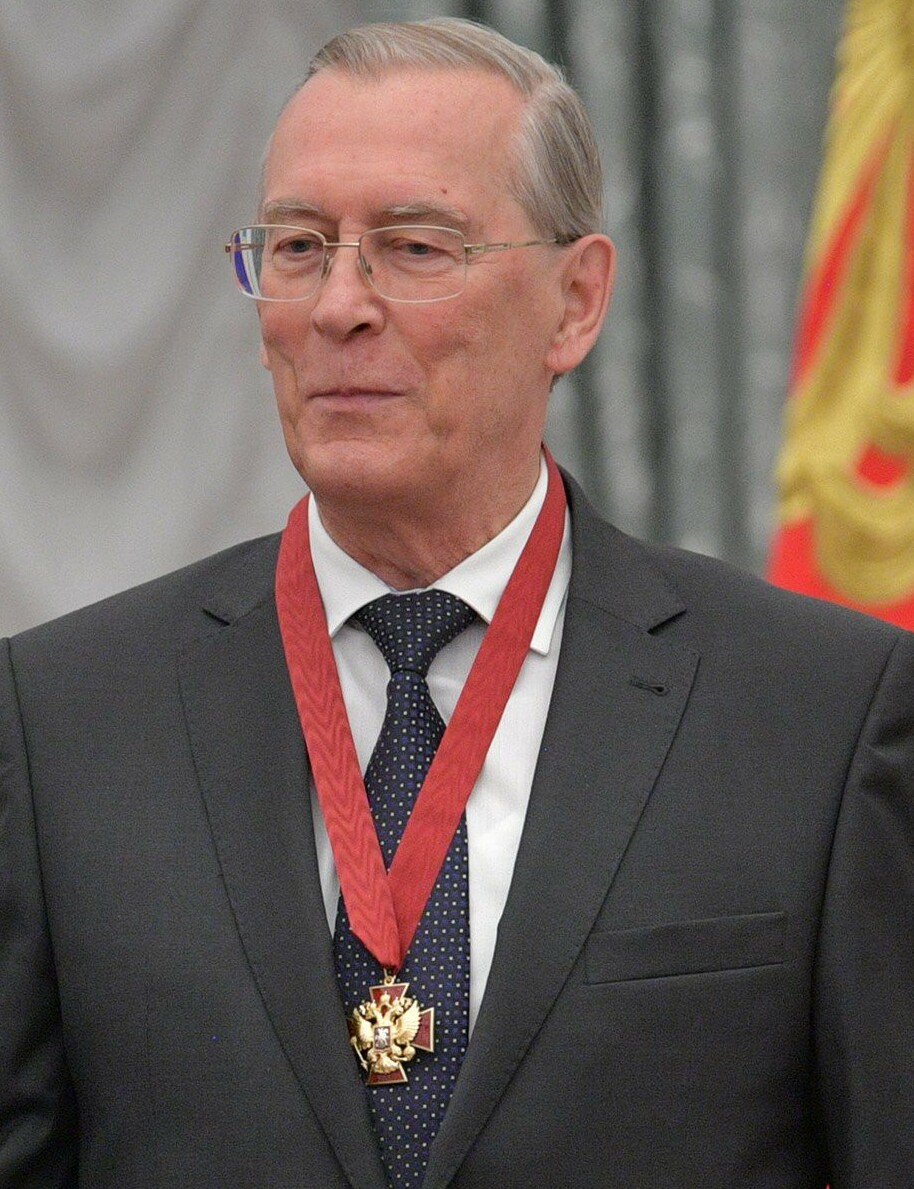
Wiktor Anatoljewitsch Matwejew, 2018

Wiktor Anatoljewitsch Matwejew (russisch Виктор Анатольевич Матвеев; * 11. Dezember 1941 in Taiga, Oblast Nowosibirsk) ist ein russischer Physiker und Hochschullehrer.

## Leben
Matwejew schloss 1959 die Mittelschule Nr. 28 in Wladiwostok ab und studierte dann an der physikalisch-mathematischen Fakultät der Fernöstlichen Staatlichen Universität (DWGU). 1961 trat er auf der Studentenkonferenz der DWGU mit seinem Vortrag über die Geometrisierung des Elektromagnetischen Feldes in einer Theorie mit konformer Metrik und von Null verschiedener Torsion hervor. Darauf wechselte er zur Universität Leningrad und studierte Theoretische Physik bei Wladimir Alexandrowitsch Fock. 1963 legte er im Joffe-Institut Lew Dawidowitsch Landaus Spezialprüfungen für das Theoretische Minimum ab. 1964 erhielt er das Physik-Diplom.
1965 wurde Matwejew wissenschaftlicher Mitarbeiter im Vereinigten Institut für Kernforschung in Dubna in der Abteilung für Theorie der Elementarteilchen. Dort fertigte er bei Nikolai Nikolajewitsch Bogoljubow und Albert Tawchelidse seine Kandidat-Dissertation über die Summenregel in der Quantenchromodynamik und die Symmetrieeigenschaften der Elementarteilchen an, die er 1967 verteidigte. Darauf folgte die Doktor-Dissertation über Quasipotentialstreutheorie in der Quantenfeldtheorie, die Matwejew 1973 verteidigte. Er hielt Plenarvorträge auf der International Conference on High Energy Physics, bekannt als Rochester-Konferenzen, in Kiew 1970 und Tiflis 1976. Er war Rektor der internationalen Schule junger Wissenschaftler in Sochumi.
1975–1977 forschte Matwejew als Gastwissenschaftler im Fermi National Accelerator Laboratory in Batavia in der Theorie-Abteilung. Anschließend war er Mitglied der UdSSR-USA-Kommission für die Forschungszusammenarbeit im Bereich der Basiseigenschaften der Materie (bis 1999).
1978 wurde Matwejew Wissenschaftlicher Vizedirektor des Instituts für Kernforschung der Akademie der Wissenschaften der UdSSR (AN-SSSR, seit 1991 Russische Akademie der Wissenschaften (RAN)) in Troizk. 1987 wurde er Direktor des Instituts als Nachfolger von Albert Tawchelidse.
Seit 1980 lehrt Matwejew als Professor an der Lomonossow-Universität Moskau (MGU). 1995 gründete er am Moskauer Institut für Physik und Technologie den Lehrstuhl für fundamentale Wechselwirkungen und Kosmologie, den er seitdem leitet.
Matwejews Hauptarbeitsgebiete sind die Hochenergiephysik, die Teilchenphysik und die Quantenfeldtheorie. Er entwickelte relativistische Quark-Modelle der Elementarteilchen. Seit 1990 ist er Mitorganisator der internationalen Quarks-Seminare (International Seminar on High Energy Physics «Quarks») des Vereinigten Instituts für Kernforschung. Er lieferte wichtige Beiträge zur Neutrino-Physik. Er kooperierte mit dem Baksan-Neutrino-Observatorium, mit der Moskauer Mesonenfabrik und dem Baikal-Neutrino-Teleskop. Er ist Autor von 106 Veröffentlichungen.
1991 wurde Matwejew Korrespondierendes Mitglied der RAN und 1994 Ordentliches Mitglied. 1996 wurde er Mitglied des Präsidiums der RAN. Seit 1996 ist er Vorsitzender des Rats der mit dem Vereinigten Institut für Kernforschung zusammenarbeitenden Wissenschaftler für das Compact Muon Solenoid am Large Hadron Collider des CERN. 1998 wurde er Mitglied des internationalen Komitees für Astrophysik der Teilchen und Kerne und Gravitation der Internationalen Union für Reine und Angewandte Physik.
2012 wurde Matwejew Direktor des Vereinigten Instituts für Kernforschung in Dubna. 2014 übernahm Leonid Wladimirowitsch Krawtschuk die Leitung des Instituts für Kernforschung der RAN in Troizk, während Matwejew Hauptmitarbeiter der Theorie-Abteilung blieb.

## Ehrungen, Preise
- Komsomol-Preis für Wissenschaft und Technik (1973)
- Leninpreis (1988)
- Staatspreis der Russischen Föderation (1998)
- Orden der Ehre (1999)
- Preis der Regierung der Russischen Föderation für Wissenschaft und Technik (2000)
- Ehrenbürger der Stadt Troizk (2001)
- Verdienstorden für das Vaterland IV. Klasse (2007)
- Markow-Preis (2015)
- Offizier des Ordre national du Mérite (2017)[6]
- Verdienstorden für das Vaterland III. Klasse (2017)
- Bogoljubow-Goldmedaille (2024)